# Slaget vid Monmouth
Slaget vid Monmouth, även känt som Slaget vid Monmouth Court House, var ett fältslag under det amerikanska frihetskriget som ägde rum den 28 juni 1778 i Monmouth County, New Jersey. Kontinentalarmén under general George Washington anföll den bakre delen av den brittiska armékolonnen under befäl av generallöjtnant sir Henry Clinton medan dessa lämnade Monmouth Court House (i dagens Freehold Borough).

## Brittiska anfall
Generalmajor Charles Lees ostadiga hantering av kontinentalarméns avdelningar gav den brittiska eftertruppens befälhavare generallöjtnant Charles Cornwallis möjlighet att ta initiativet, men med Washingtons ankomst på slagfältet samlades flera amerikaner längs en häck på en kulle. Cornwallis, som såg möjligheten att krossa kontinentalarmén, pressade sitt anfall och erövrade häcken. Washington befäste sina trupper i en ny linje på höjderna bakom våtmark. Han använde sitt artilleri för att uppehålla britterna i sina positioner, för att sedan föra fram ett batteri på fyra kanoner under generalmajor Nathanael Greene på närliggande Combs Hill till att beskjuta den brittiska linjen med flankeld, vilket fick Cornwallis att dra sig tillbaka.

## Amerikanska motanfall
Slutligen försökte Washington anfalla den utmattade brittiska eftertruppen på båda flankerna, men mörkret tvingade honom att avsluta striden. Båda arméerna hade kontrollerade slagfältet, men den brittiske befälhavaren Clinton drog sig tillbaka oupptäckt vid midnatt för att återuppta sin armés marsch till New York. Medan Cornwallis beskyddade den brittiska huvudkolonnen från ytterligare amerikanska anfall, hade Washington kämpat mot sina motståndare till ett stillestånd efter en långvarig strid; vilket var första gången som Washingtons armé hade uppnått ett sådant resultat.

## Konsekvenser
Slaget visade kontinentalarméns växande effektivitet efter sex månaders tid i sitt läger i Valley Forge, där officerare såsom generalmajorerna Friedrich Wilhelm von Steuben och Gilbert du Motier exercerade med de amerikanska soldaterna och förbättrade arméns disciplin och moral kraftigt. Slaget förbättrade Washingtons, Lafayettes och Anthony Waynes militära rykten, men som avslutade Charles Lees karriär, som skulle möta krigsrätt i Englishtown för sina misslyckanden den dagen. Enligt vissa berättelser gav en amerikansk soldatfru, Mary Ludwig Hays, vatten till törstiga soldater under junis hetta, och blev en av flera kvinnor som förknippades med legenden om Molly Pitcher.